# Centronyx
Centronyx és un dels gèneres d'ocells, de la família dels passerèl·lidss (Passerellidae).

## Taxonomia
Centronyx ressuscita per a dues espècies en un clade que és germà de Passerculus. Anteriorment assignat a Ammodramus genèticament distant que, d'altra manera, seria polifilètic (Klicka et al. 2014; NACC 2019-B-9).
Segons la classificació del Congrés Ornitològic Internacional (versió 11.1, 2021), aquest gènere conté dues espècies:
- Centronyx bairdii - sit pardalenc de Baird.
- Centronyx henslowii - sit pardalenc de Henslow.